# Todo en 90 días
Todo en 90 días es una serie estadounidense de reality shows  de  TLC que sigue a las parejas que han solicitado o recibido una visa K-1, disponible únicamente para los novios extranjeros de ciudadanos estadounidenses y, por lo tanto, tienen 90 días para casarse. La serie debutó el 12 de enero de 2014 y ha sido renovada hasta su octava temporada, que se estrenó el 6 de diciembre de 2020.
La serie tiene dieciséis spin-offs que incluyen   90 Day Fiancé: Happily Ever After , que documenta parejas pasadas de 90 Day Fiancé' 'después de su matrimonio;   Prometido de 90 días: Antes de los 90 días , que sigue a las parejas que se conocieron en línea pero que aún no han comenzado el proceso de visa K-1; y   90 Day Fiancé: The Other Way , una serie en la que la pareja estadounidense se muda al país de origen de su pareja en lugar de viceversa.

## Premisa
El programa se basa en el proceso de una visa K-1. Esta visa le permite al prometido de un país extranjero viajar a los EE. UU. para vivir con su futuro cónyuge estadounidense. El propósito de la visa K-1 es brindar tiempo para que la pareja haga arreglos y tenga una ceremonia de matrimonio. Cada pareja debe firmar documentos que indiquen su intención de casarse, como parte del proceso de visa. Si la pareja no se casa dentro de los 90 días, el beneficiario debe abandonar el país. La pareja puede enfrentar barreras idiomáticas, choque cultural, el estigma de ser considerada una "novia por correo" y el escepticismo de amigos y familiares. Algunas versiones indicarían que la serie tendría varias escenas y/o diálogos guionados
La serie ¿Y ahora qué? se recuperó en 2018 para otra serie de actualizaciones. Proporcionó actualizaciones sobre Kirlyam y Alan de la temporada 1, Danielle y Mohamed de la temporada 2 (aunque Mohamed no participó), Melanie y Devar de la temporada 3 y Elizabeth y Andrei y Josh y Aika de la temporada 5; Las parejas de "Before the 90 Days" incluidas incluyeron a Cortney & Antonio y Patrick & Myriam. TLC subió los tres episodios en línea en julio de 2018. La cadena combinó los segmentos en episodios de televisión que se emitieron el 15, 22 y 29 de julio, después de "90 Day Fiancé: Happily Ever After?".

## Series derivadas

### Todo en 90 días: ¿Felices por siempre?
Es una serie documental estadounidense del canal TLC y un spin-off de 90 Day Fiancé, se anunció en agosto de 2016. La serie sigue a seis parejas de temporadas anteriores y documenta los altibajos de sus relaciones después del matrimonio. La serie se estrenó el 11 de septiembre de 2016, luego del estreno de la cuarta temporada de 90 Day Fiancé.

### Todo en 90 días: Antes de los 90 Días
En noviembre de 2016, TLC anunció una segunda serie derivada titulada Todo en 90 días: Antes de los 90 días, que se estrenó el 6 de agosto de 2017. El programa sigue a parejas que han construido una relación en línea, pero que aún no se han conocido en persona. Después de que el protagonista estadounidense viaja al país extranjero de su pareja, ambos enfrentan la elección entre continuar la relación y pasar por el proceso de visa K-1 o separarse.

### Todo en 90 días: Ahora que?
En marzo de 2017, la cadena TLC también anunció una serie derivada digital original, Todo en 90 días: Ahora que?, para TLCgo. El programa proporcionó actualizaciones sobre Kirlyam & Alan de la temporada 1, Aleksandra & Josh y Melanie & Devar de la temporada 3, y Alla & Matt y Narkyia & Olulowo de la temporada 4. TLC subió los siete episodios en línea el 30 de julio de 2017. La red combinada los segmentos en episodios de televisión que se emitieron el 17 y 24 de septiembre de 2017, después de Novio de 90 días: Antes de los 90 días.

### Todo en 90 días: En casa
En abril de 2019 se anunció un spin-off con varios exmiembros del elenco que participaría en un programa de reacción, 90 Day Fiancé: Pillow Talk. El programa se estrenó junto con la cuarta temporada de 90 Day Fiancé: Happily Ever After ?, y contó con Darcey y su hermana gemela Stacey, Timothy y su ex prometida Veronica, Loren y Alexei, Anny y Robert, Annie y David, y Tarik y su hermano. Dean reaccionando al episodio de esa semana, con la excepción del episodio cinco, "Dirty Dancing"; y los episodios 13 y 14, que son los episodios de Tell-All.
Una segunda temporada de la serie se estrenó el 15 de septiembre de 2019. Sigue a la tercera temporada de Novio de 90 días: Antes de los 90 días, comenzando en el episodio siete. El programa presenta a Annie y David, Tarik y su hermano Dean, Colt y su madre, Debbie, Andrei y Elizabeth y sus hermanas, Rebekah y Jenn, y Kalani y Asuelu.

### Todo en 90 días: The Other Way
En mayo de 2019, se anunció Todo en 90 días: The Other Way, y se estrenó el 3 de junio de 2019. Este spin-off está dedicado a parejas en las que la pareja estadounidense se casa con su pareja en el extranjero y se muda a su país.

### La familia Chantel
Es un programa 90 días derivado de la relación de Chantel y Pedro, que estaban en la temporada 4 de 90 días. Se centra en la relación de los miembros del elenco de la cuarta temporada de Novio de 90 días, Pedro y Chantel Jimeno, y su familia inmediata. La serie se estrenó el 22 de julio de 2019 y la segunda temporada se estrenó el 12 de octubre de 2020. Se desconoce si el programa se renovará por una tercera temporada.

### Darcey & Stacey
protagonizada por las gemelas idénticas Stacey y Darcey Silva, se estrenó el 16 de agosto de 2020. Durante la temporada, Stacy se casa con Florian en una boda secreta. Además, Georgi se muda con Darcey y le propone matrimonio.

## Episodios
| Temporada | Temporada | Episodios | Episodios | Originalmente ventilada  | Originalmente ventilada |
| Temporada | Temporada | Episodios | Episodios | Emitido por primera vez  | Emitido por última vez  |
| --------- | --------- | --------- | --------- | ------------------------ | ----------------------- |
|           | 1         | 6         | 6         | 12 de enero de 2014      | 23 de febrero de 2014   |
|           | 2         | 12        | 12        | 19 de octubre de 2014    | 28 de diciembre de 2014 |
|           | 3         | 12        | 12        | 11 de octubre de 2015    | 6 de diciembre de 2015  |
|           | 4         | 14        | 14        | 11 de septiembre de 2016 | 20 de noviembre de 2016 |
|           | 5         | 13        | 13        | 8 de octubre de 2017     | 18 de diciembre de 2017 |
|           | 6         | 13        | 13        | 21 de octubre de 2018    | 13 de enero de 2019     |
|           | 7         | 15        | 15        | Noviembrer 3, 2019       | 17 de febrero de 2020   |
|           | 8         | TBA       | TBA       | 6 de diciembre de 2020   | 2021                    |